# Fuorigrotta
Fuorigrotta (nap. Forerotta; lit.Predložak:Thinsp'Izvan špilje') je zapadno predgrađe Napulja, južna Italija. Pokriva površinu od 6,2 km2, najnaseljenije je predgrađe grada (76 521 stanovnika).

## Geografija
Nalazi se iza brda Posillipo i od početka 20. stoljeća povezano je s glavnim dijelom Napulja s dva prometna tunela kroz to brdo.
To je mjesto na kojem se nalazi Stadio Diego Armando Maradona, dom momčadi Serie A SSC Napoli. To je također mjesto novog kampusa Monte Sant'Angelo Sveučilišta u Napulju.

## Etimologija i povijest
Predgrađe duguje svoje ime, što znači "izvan špilje", svom položaju: još od rimskog doba, jedan ili više tunela povezivalo ga je s četvrti Mergellina. Najstariji tunel je rimski, Crypta Neapolitana, koji povezuje Fuorigrottu s Piedigrottom. U rimsko doba povezivao je Napulj s cestom koja je vodila prema Pozzuoliju i području Flegrejskih polja.
Fuorigrotta je bila ruralna četvrt sve do fašističke ere, kada je urbana vrijednost područja radikalno promijenjena početkom 1936. godine, najprije izgradnjom Viale Augusto i postavljanjem Mostra d'Oltremare (jednog od najvažnijih talijanskih sajmišta na tom području.), a potom i izgradnjom crkve Santa Maria Immacolata. U tom razdoblju mnoge su ulice promijenile imena u rimska: Viale Augusto, Via Giulio Cesare, Via Caio Duilio itd.
Nakon Drugog svjetskog rata Fuorigrotta je doživjela intenzivnu urbanu ekspanziju i postala najgušće naseljeno područje grada.

## Vanjske poveznice
|  | Zajednički poslužitelj ima još gradiva o temi Fuorigrotta |